# Закарпатський музей народної архітектури та побуту
Закарпатський музей народної архітектури та побуту — музей просто неба в місті Ужгород (Україна), складається з архітектурних пам'яток старовинного закарпатського села і зразків найдавніших і найбільш розповсюджених видів народного прикладного мистецтва.

## Історія
Почав створюватися в 1965 році, відкритий для відвідувачів у червні 1970 року займає площу 5,5 га, розташований поблизу території Ужгородського замку. У музеї представлені зразки житла і садиб закарпатців низинних районів (долинян, румунів і угорців), а також — горян (бойків і гуцулів). У музеї просто неба розміщені 7 садиб, 6 житлових будівель, церква, дзвіниця, школа, кузня, млин, корчма. У музеї зберігається понад 14 тисяч експонатів.

## Умови відвідання
Адреса: м. Ужгород, вул. Капітульна, 33/а. 
Музей працює щодня з 10:00 до 18:00 (літній час) та з 9:00 до 17:00 (зимовий час).

## Інтер'єри житлових приміщень

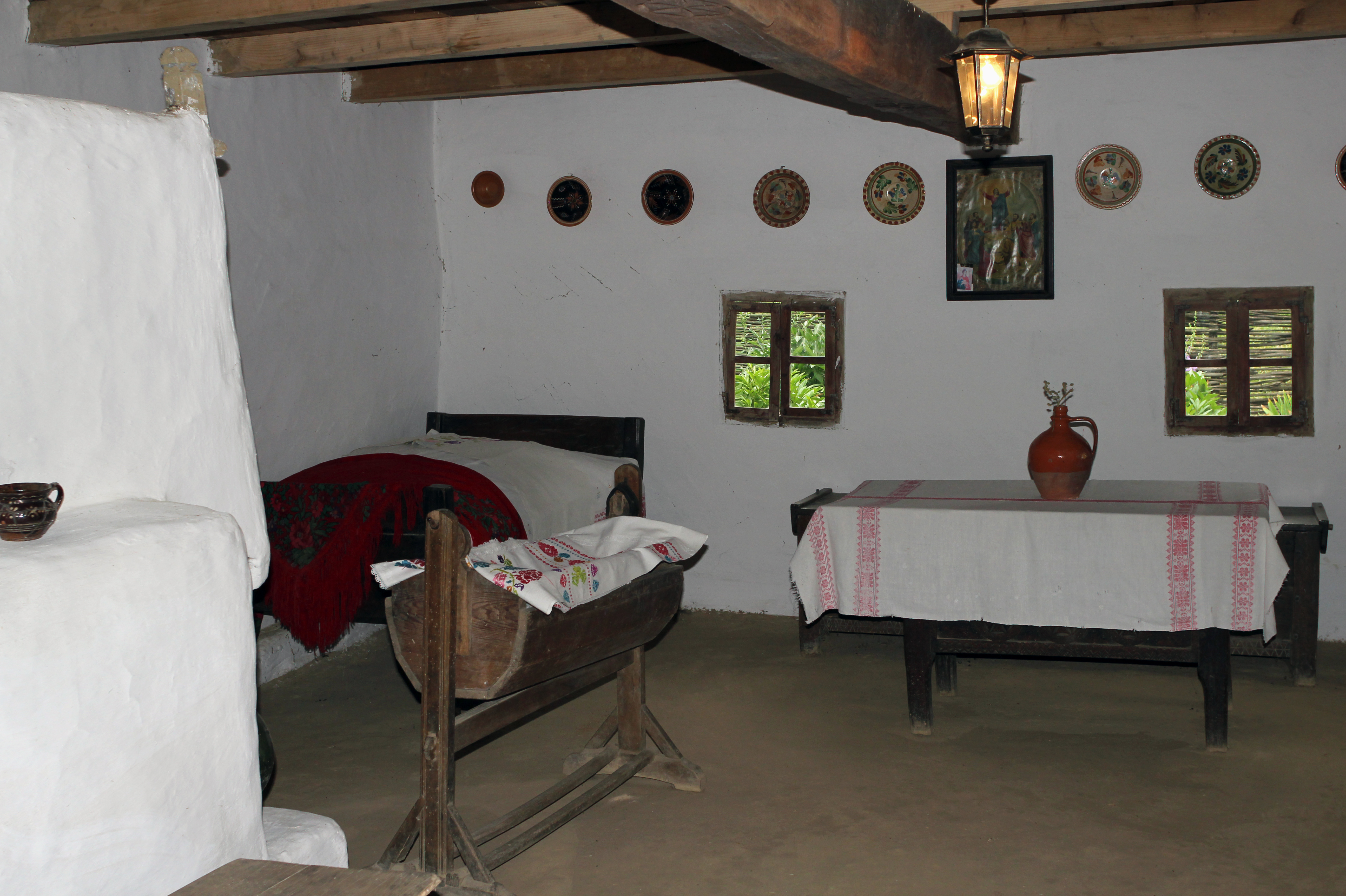
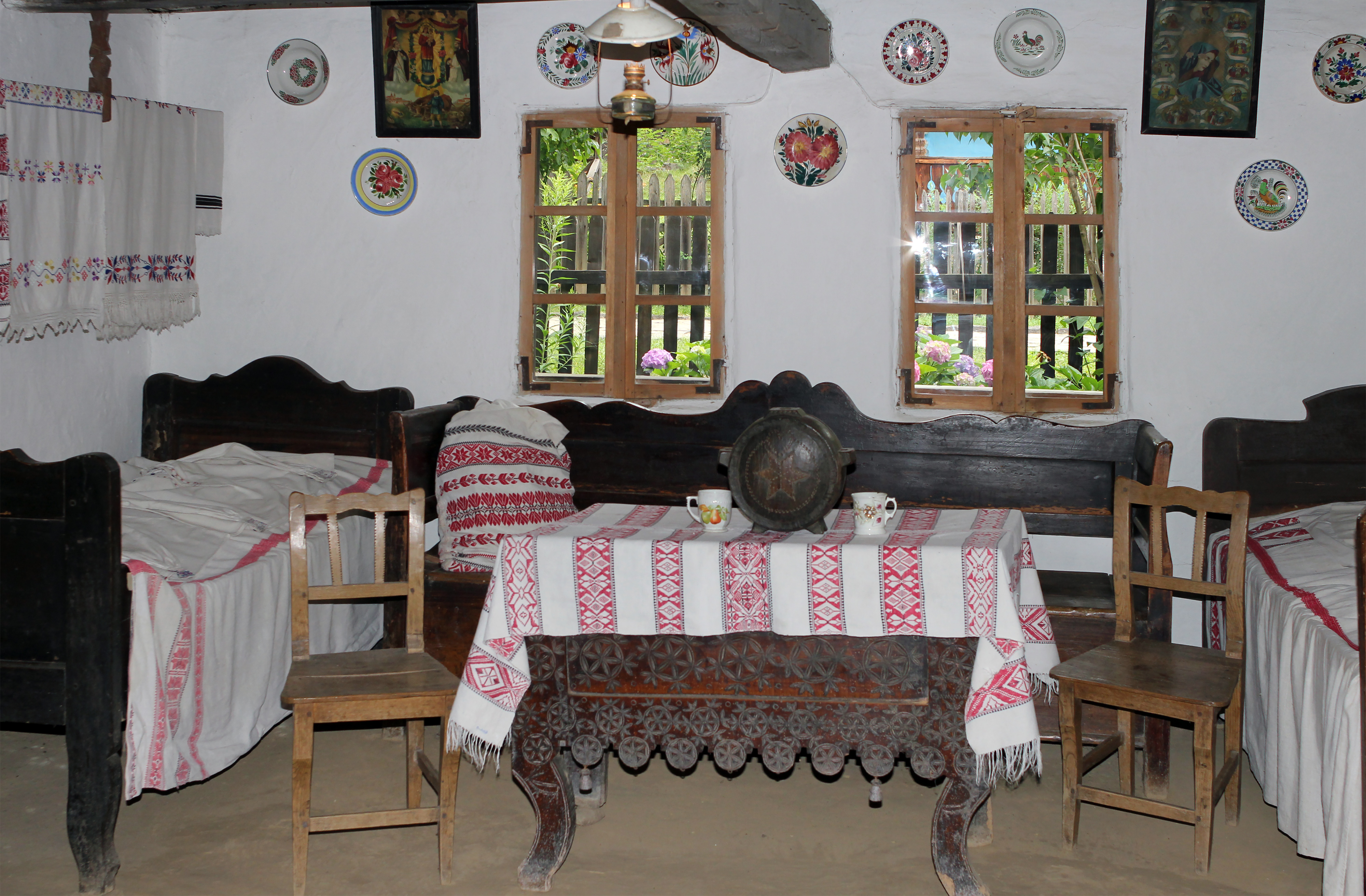
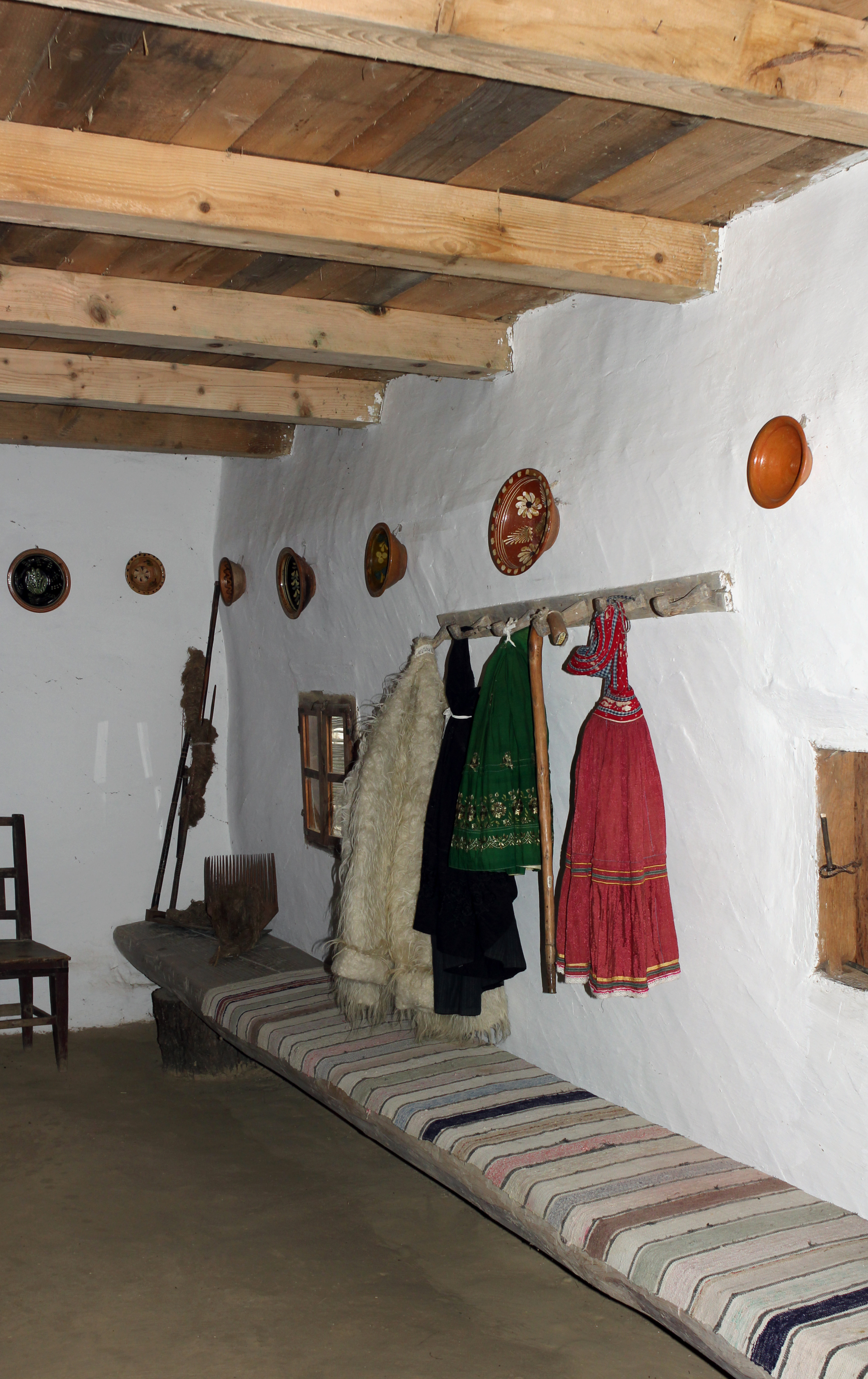
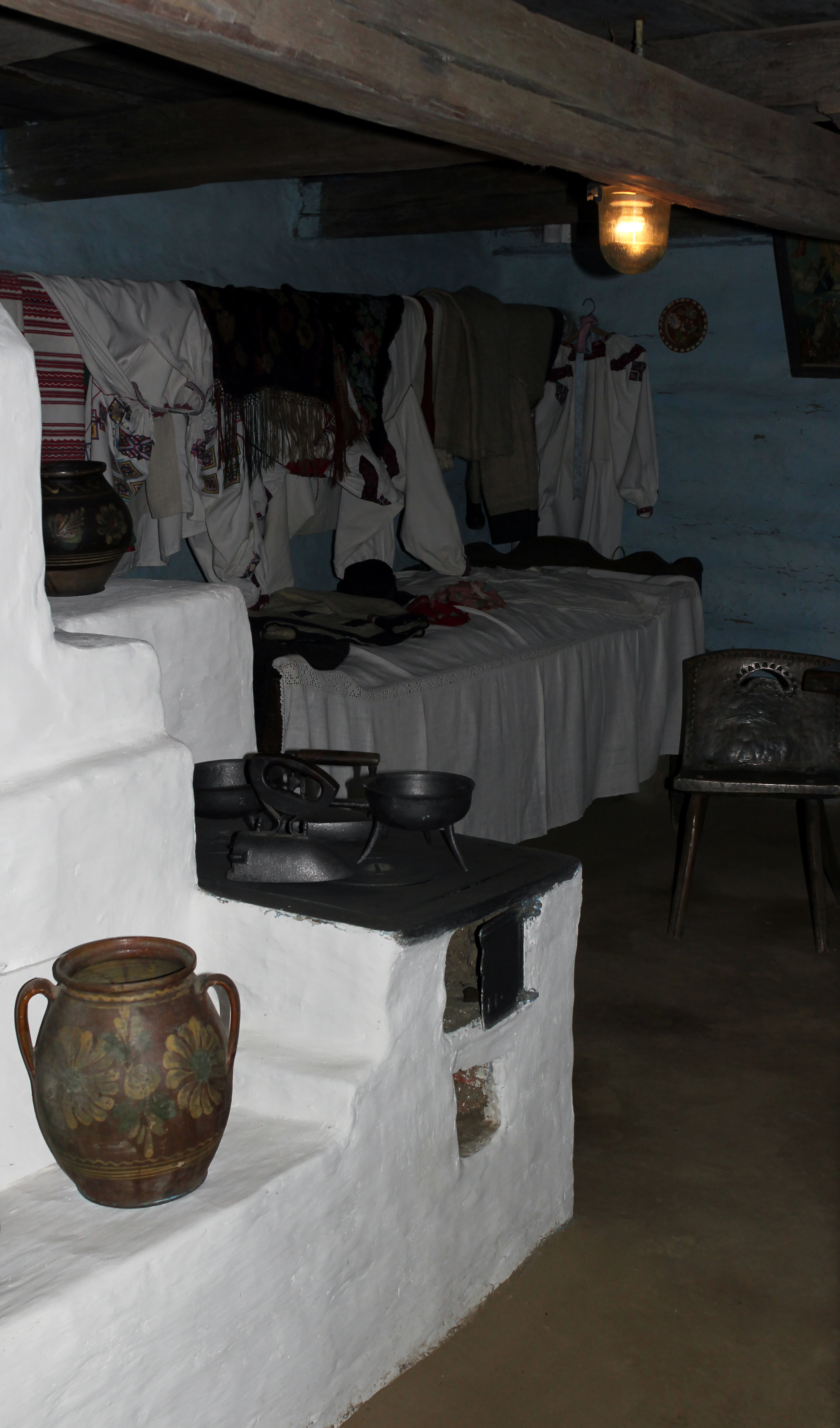
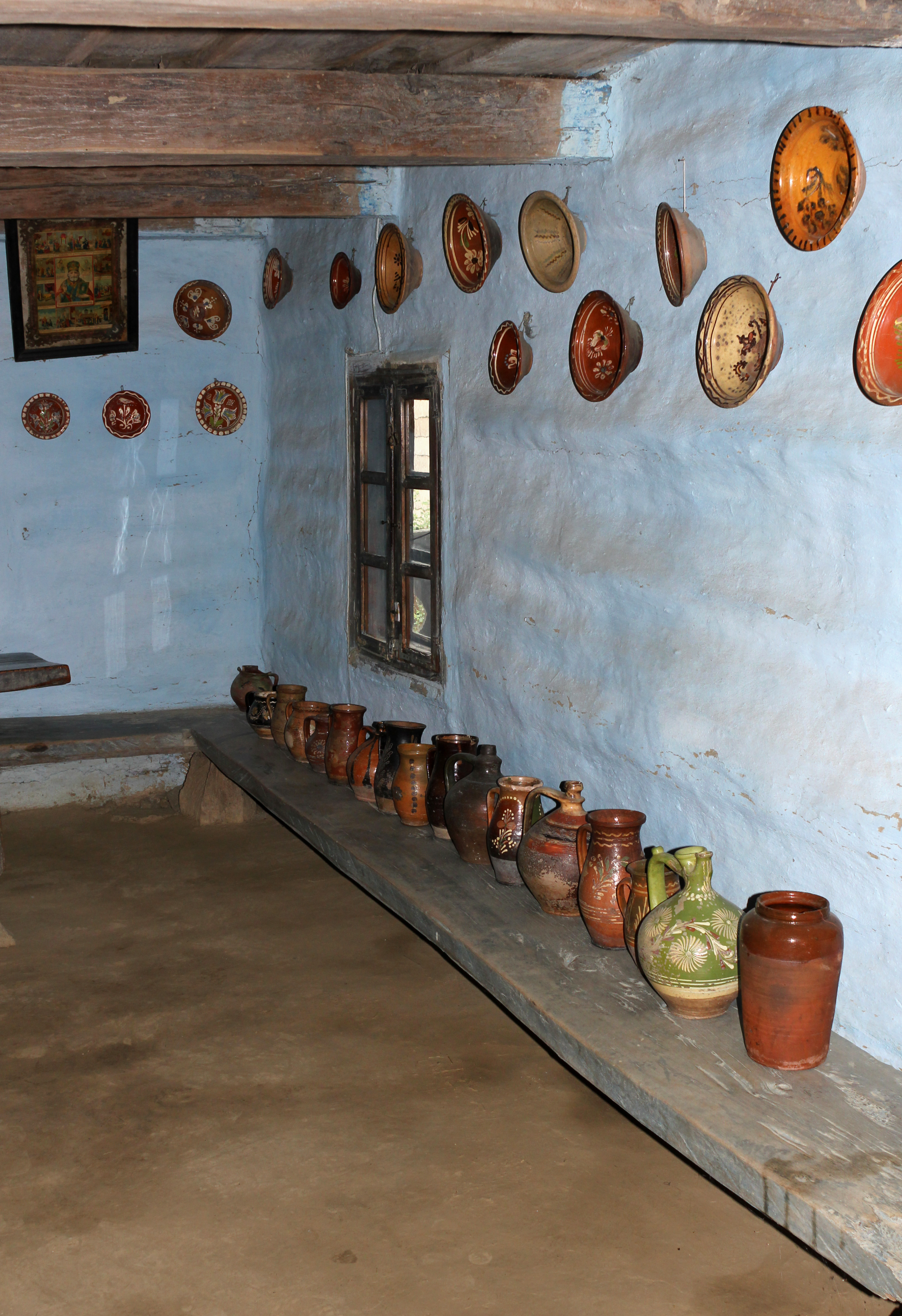
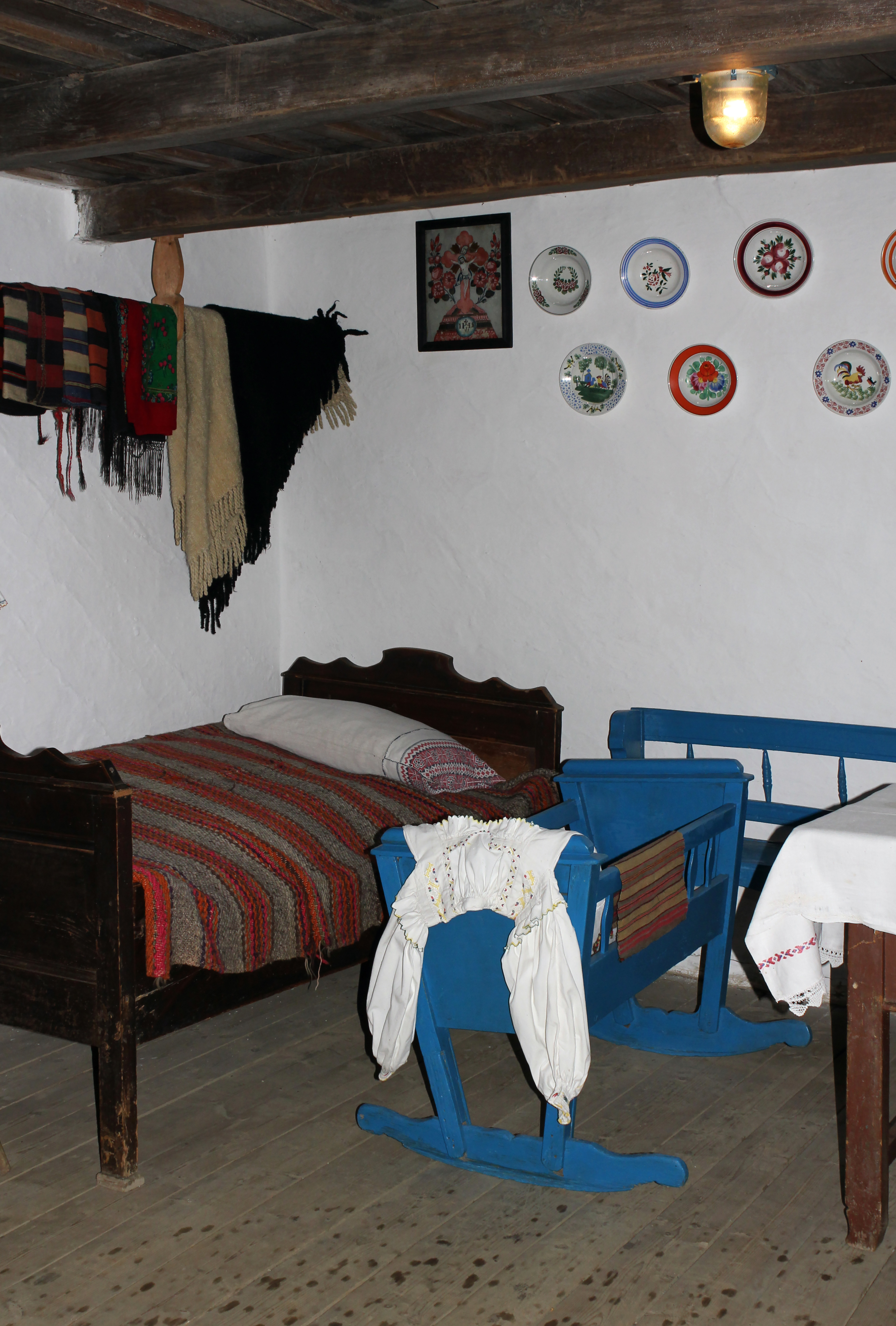
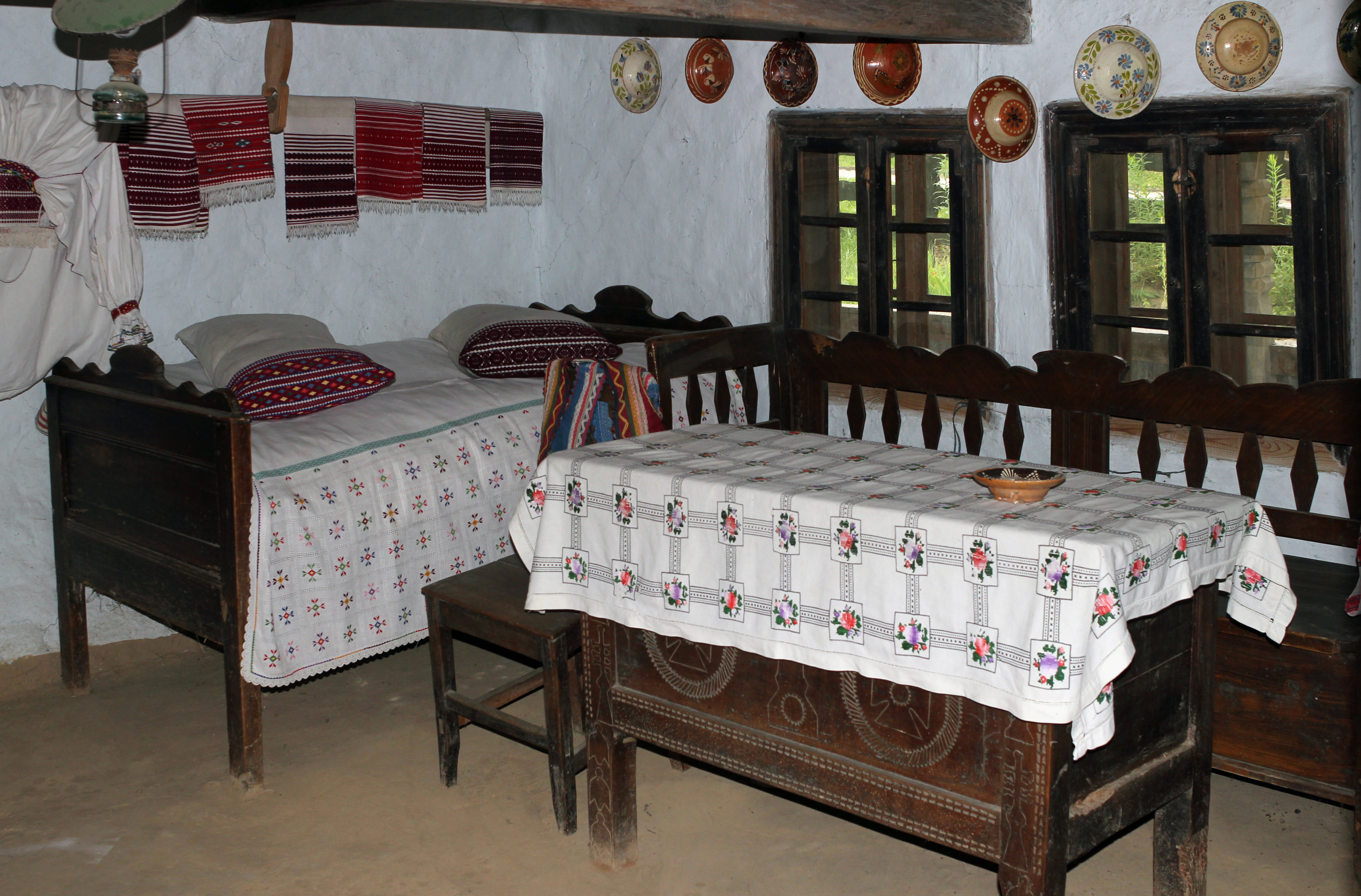
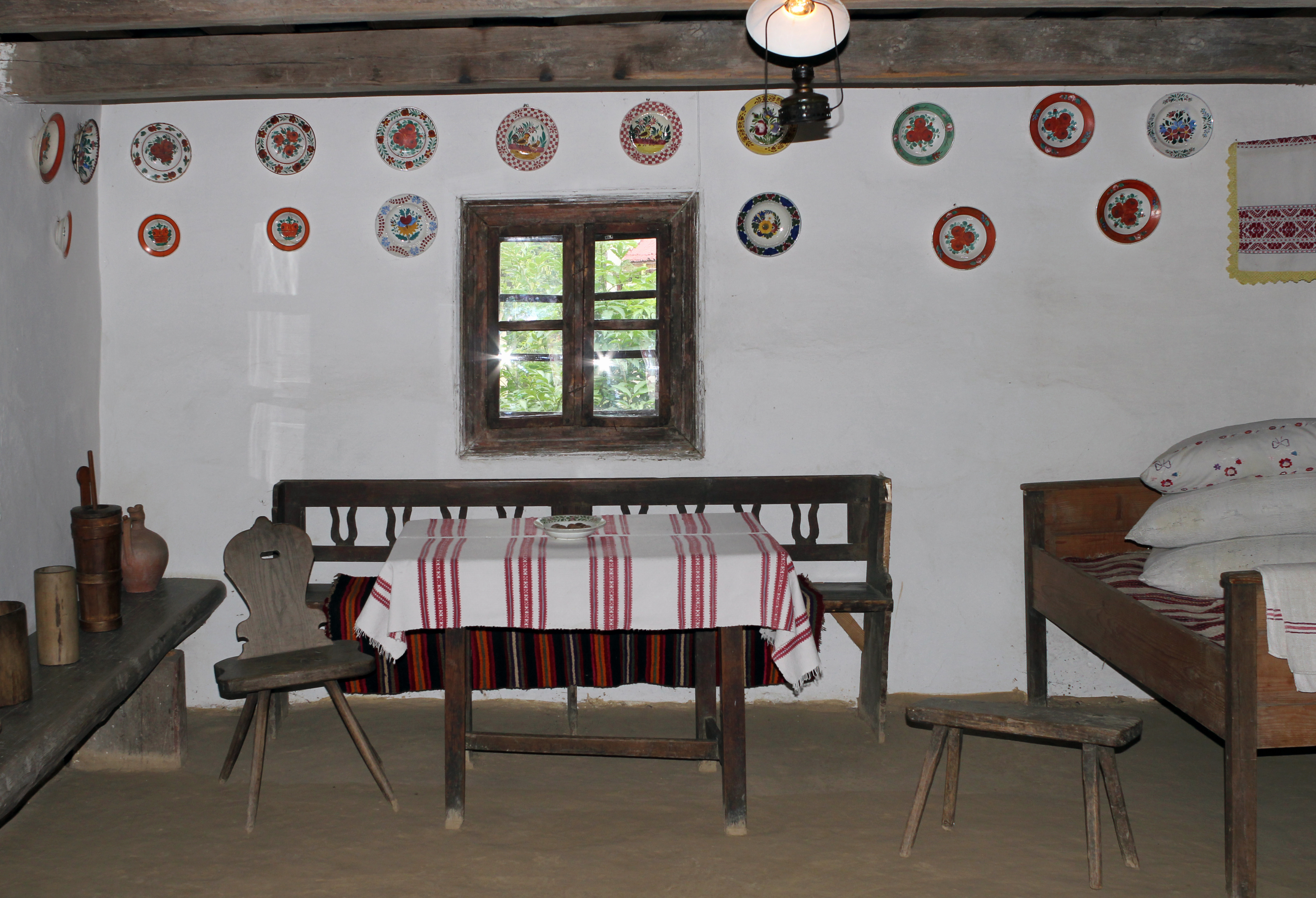

## Галерея
| |  | |  | |
| Пам'ятка народної дерев'яної архітектури церква з села Шелестове (нині Мукачівський район), 1777 року. Церква, що поєднує шатрові та барочні елементи, зведена у лемківському стилі: складається з малого зрубу (вівтарне приміщення) і великого зрубу (нава (архітектура) й бабинець). Прикрашена трьома вежами. |  | Традиційний угорський будинок із селища Вишково, нині Хустський район Закарпаття, побудований в 1879 році. В архітектурі присутній вплив русинського населення Верхньої Тиси: зрубна техніка, напівкрита галерея, чотирисхилий дах кроквиної конструкції, оздоблення вікон і дверей. |  | Селянський будинок кінця 18 століття з села Тибава (нині Свалявський район). Хата трикамерна, побудована з ялинового кругляка, обмазана глиною. Дах чотирисхилий, вкритий соломою. Підлога глинобитна. |